# Argon2
Argon2 — функція формування ключа, розроблена Алексом Бірюковим (англ. Alex Biryukov), Даніелем Діну (англ. Daniel Dinu) і Дмитром Ховратовичем (англ. Dmitry Khovratovich) з Університету Люксембургу в 2015 році.
Це сучасний простий алгоритм, спрямований на високу швидкість заповнення пам'яті та ефективне використання декількох обчислювальних блоків. Алгоритм випущений під ліцензією Creative Commons.

## Історія
У 2013 році був оголошений конкурс Password Hashing Competition для створення нової функції хешування паролів. До нового алгоритму висувалися вимоги щодо обсягу використовуваної пам'яті, кількості проходів по блоках пам'яті і по стійкості до криптоаналізу.
У 2015 році Argon2 був оголошений переможцем конкурсу. З того часу алгоритм зазнав 4 серйозні зміни. Виправлені частина описів алгоритмів генерації деяких блоків і помилки, додані рекомендовані параметри.

## Вхідні дані
Argon2 використовує основні та додаткові параметри для хешування:
Основні:
- Повідомлення (пароль)  {\displaystyle P}, довжиною від {\displaystyle 0} до {\displaystyle 2^{32}-1}.
- Сіль S, довжиною від  {\displaystyle 8} до {\displaystyle 2^{32}-1}.

Додаткові:
- Ступінь паралелізму {\displaystyle p} будь-яке ціле число від {\displaystyle 1} до {\displaystyle 2^{24}-1} — кількість потоків, на яку можна розпаралелити алгоритм.
- Довжина тегу {\displaystyle \tau }, довжиною від {\displaystyle 4} до {\displaystyle 2^{32}-1}.
- Об'єм пам'яті {\displaystyle m}, ціле число кілобайтів від  {\displaystyle 8p} до {\displaystyle 2^{32}-1}.
- Кількість ітерацій {\displaystyle t} [2]

## Версії алгоритму
Існують дві версії алгоритму:
- Argon2d — підходить для захисту цифрової валюти та інформаційних систем, що не піддаються атакам по стороннім каналам.
- Argon2i — забезпечує високий захист від trade-off атак, але працює повільніше версії d через кілька проходів по пам'яті[1].

## Опис

Схема роботи Argon2

Argon2 працює за наступним принципом:
1. Проводиться хешування пароля з використанням хеш-функції Blake2b.
2. Результат хешування записується в блоки пам'яті.
3. Блоки пам'яті перетворюються з використанням функції стиснення {\displaystyle G}.
4. В результаті роботи алгоритму генерується ключ (англ. Tag).

### Заповнення блоків пам'яті
{\displaystyle B[0]=H(P,S)}
{\displaystyle B[j]=G(B[\phi _{1}(j)],B[\phi _{2}(j)],...,B[\phi _{k}(j)])}, {\displaystyle j=1...t},де
{\displaystyle \phi _{k}(j)} — функція індексування, {\displaystyle B[]} — масив пам'яті, {\displaystyle G} — функція стиснення, {\displaystyle P} — повідомлення(пароль), {\displaystyle H} — хеш-функція Blake2b.
Функції індексування залежить від версії алгоритму Argon2:
- Argon2d — {\displaystyle \phi } залежить від попереднього блоку

- Argon2i — {\displaystyle \phi } значення, яке визначається генератором випадкових чисел.

У разі послідовного режиму роботи функція стиснення застосовується {\displaystyle m} раз. Для версії Argon2d на {\displaystyle i}-му кроці на вхід функції {\displaystyle G} подається блок з індексом {\displaystyle \phi (i)}, обумовлений попереднім блоком м. Для версії Argon2i береться значення генератора випадкових чисел ({\displaystyle G} у режимі лічильника).
У разі паралельного режиму (алгоритм розпаралелюється на {\displaystyle p} тредів) дані розподіляться по блокам матриці {\displaystyle B[i][j]}, де перші блоки — результат хешування вхідних даних, а наступні задаються функцією стиснення {\displaystyle G} за попередніми блоками і опорного блоку {\displaystyle B^{1}[i'][j']}:
{\displaystyle B^{1}[i][0]=H'(\ H_{0}\ ||\ {\underset {4bytes}{0}}\ ||\ {\underset {4bytes}{i}}\ ),0\leq i<p}
{\displaystyle B^{1}[i][1]=H'(\ H_{0}\ ||\ {\underset {4bytes}{1}}\ ||\ {\underset {4bytes}{i}}\ ),0\leq i<p}
{\displaystyle B^{1}[i][j]=G(B^{1}[i][j-1],B^{1}[i'][j']),0\leq i<p}
{\displaystyle B^{t}[i][0]=G(B^{t-1}[i][q-1],B^{1}[i'][j'])\oplus B^{t-1}[i][0]}
{\displaystyle B^{t}[i][j]=G(B^{t}[i][j-1],B^{1}[i'][j'])\oplus B^{t-1}[i][j]}
{\displaystyle q={m' \over p}\ \ \ \ \ m'=\lfloor {m \over 4p}\rfloor 4p}, де {\displaystyle m'} — кількість блоків пам'яті розміром 1024 байта, {\displaystyle H_{0}} — хеш-функція, що приймає на вхід 32-бітове представлення вхідних параметрів на виході якої — 64-бітове значення, {\displaystyle H'} — хеш-функція змінної довжини від {\displaystyle H}, {\displaystyle m} — обсяг пам'яті, {\displaystyle t} — кількість ітерацій.
В результаті:
{\displaystyle B_{final}=B^{T}[0][q-1]\oplus B^{T}[1][q-1]\oplus ...\oplus B^{T}[p-1][q-1]}
{\displaystyle Tag\leftarrow H'(B_{final})} 

### Знаходження опорного блоку
- Argon2d: вибираються перші 32 біта  {\displaystyle J_{1}} і наступні 32 біта  {\displaystyle J_{2}}з блоків {\displaystyle B[i][j-1]}
- Argon2i: {\displaystyle (J_{1}||J_{2})=G^{2}(null_{1024},{r||l||s||m'||t||y||i||null_{968}})}, где {\displaystyle r}- номер ітерації, {\displaystyle l} — номер линії, {\displaystyle y} — визначає версію (в даному випадку одиниця)

Далі визначається індекс {\displaystyle l=J_{2}mod\ p} рядки, звідки береться блок. При {\displaystyle r=0,s=0} за поточний номер лінії приймається значення {\displaystyle l} . Потім визначається набір індексів {\displaystyle R} по 2 правилами:
1. Якщо {\displaystyle l} збігається з номером поточного рядка, то в набір індексів додаються не всі записані раніше блоки без {\displaystyle B[i][j-1]}
2. Якщо {\displaystyle l} не збігається, то беруться блоки з усіх сегментів лінії і останніх {\displaystyle S-1=3} частин.

У підсумку, обчислюється номер блоку з {\displaystyle r}, який приймається за опорний:
{\displaystyle z=|R|-1-({\frac {|R|*((J_{1})^{2}/2^{32})}{2^{32}}})} 

### Функція H'

Argon2

Blake2b — 64 бітна версія функції BLAKE, тому {\displaystyle H'} будується наступним чином:
{\displaystyle if\ \tau \ \leq \ 64}
{\displaystyle H'(X)=H_{\tau }(\tau ||X).}
При великих {\displaystyle \tau } вихідне значення функції будується за першим 32 бітам блоків — {\displaystyle A_{i}} і останнього блоку {\displaystyle V_{i}} :
{\displaystyle r=\lceil \tau /32\rceil -2}
{\displaystyle V_{1}\longleftarrow H_{64}(\tau ||X)}
{\displaystyle V_{r+1}\longleftarrow H_{\tau -32r}(V_{r})}
{\displaystyle H'(X)=A_{1}||A_{2}||...A_{r}||V_{r+1}}

### Функція стиснення G
Заснована на функції стиснення {\displaystyle P} Blake2b. На вхід отримує два 8192-бітних блоки і виробляє 1024-бітний блок. Спочатку два блоки складаються ({\displaystyle A=X\oplus Y}), потім матриця {\displaystyle A_{8,8}} обробляється функцією {\displaystyle P} порядково ({\displaystyle A\longrightarrow Q}), потім отримана матриця обробляється за стовпцями ({\displaystyle Q\longrightarrow Z}), і на виході G видається {\displaystyle Z\oplus A}.

## Криптоаналіз
Захист від колізій: Сама функція Blake2b вважається криптографічно безпечною. Також, посилаючись на правила індексування, автори алгоритму довели відсутність колізій всередині блоків даних і низьку ймовірність їхньої появи при застосуванні функції стиснення.
Атака знаходження прообразу: нехай зловмисник підібрав {\displaystyle m} таке, що {\displaystyle G(m)=h}, тоді для продовження даної атаки він повинен підібрати прообраз  {\displaystyle n}: {\displaystyle H(n)=m}, що неможливо. Таке ж міркування підходить для атаки знаходження другого прообразу.
Атаки по часу: якщо користувачеві необхідно адаптуватися до атаки по часу, то слід використовувати версію Argon2i, так як вона використовує незалежну пам'ять.

## Атаки

### Memory optimization attack
Ден Бонех, Генрі Корріган-Гіббс та Стюарт Шехтер у своїй роботі показали уразливість Argon2i версії 1.2. Для однопрохідної версії їх атака знижувала витрати пам'яті в 4 рази без уповільнення використання. Для багатопрохідної версії — в 2,72 рази. Пізніше, у версії 1.3 операція перезапису була замінена на XOR.

### AB16
Джоел Елвен та Джеремая Блокі у своїх роботах довели, що їх алгоритм атаки AB16 ефективний не тільки для Argon2i-A (з першої версії специфікації), але і для Argon2i-B (з останньої версії 1.3). Вони показали, що атака на Argon2 при {\displaystyle t=6}, використовуючи 1 гігабайт оперативної пам'яті, знижує час обчислення вдвічі. 
Для ефективного захисту необхідно поставити більше 10 проходів. Але при рекомендованому підході вибору параметрів алгоритму на практиці часто може вибиратися всього лише 1 прохід. Розробники Argon2 стверджують, що, застосовуючи атаку AB16 на Argon2i-B при {\displaystyle t\geq 4}, час зменшується не більше ніж в 2 рази аж до використання 32 GB пам'яті і рекомендують використовувати число проходів, що перевищує значення двійкового логарифма від використовуваної пам'яті.

### The ranking tradeoff attack
Ця атака є однією з найбільш ефективних для Argon2d. Вона знижує час обробки в 1,33 рази. Для Argon2i при {\displaystyle t>2} коефіцієнт дорівнює 3 .

### Garbage Collector Attacks
Основною умовою для представленої атаки є доступ зловмисника до внутрішньої пам'яті цільової машини або після припинення схеми хешування, або в якийсь момент, коли сам пароль ще присутній в пам'яті. Завдяки перезапису інформації з допомогою функції {\displaystyle G}, Argon2i і Argon2d стійкі до даних атак.

## Застосування
Argon2 оптимізований під x86-архітектуру і може бути реалізований на Linux, OS X, Windows.
Argon2d призначений для систем, де зловмисник не отримує регулярного доступу до системної пам'яті або процесора. Наприклад, для backend-серверів і криптомайнерів. При використанні одного ядра на 2-Ghz CPU і 250 Mb оперативної пам'яті з Argon2d (p=2) криптомайнінг займає 0,1 сек., а при застосуванні 4 ядер і 4 Gb пам'яті (p=8) автентифікація на backend сервері проходить за 0.5 сек.
Argon2i більше підходить для frontend-серверів і шифрування жорсткого диска. Формування ключа для шифрування на 2-Ghz CPU, використовуючи 2 ядра і 6 Гб оперативної пам'яті, з Argon2i (p=4) займає 3 сек., у той час як аутентифікація на frontend-сервері, задіявши 2 ядра і 1 Gb пам'яті з Argon2i (p=4), займає 0,5 сек.